# Ауэзов, Мухтар Омарханович
Мухта́р Омарханович Ауэ́зов (каз. Мұхтар Омарханұлы Әуезов / Mūhtar Omarhanūly Äuezov; 16 [28] сентября 1897, урочище Шынгыстау, Семипалатинская область (ныне Абайская), Российская империя — 27 июня 1961, Центральная клиническая больница с поликлиникой,  Москва, СССР) — советский казахский писатель, драматург и учёный. Лауреат Ленинской (1959) и Сталинской премии первой степени (1949).
Академик АН Казахской ССР (1946), председатель Союза писателей России. Его четырёхтомный роман «Путь Абая» вошёл в «Библиотеку всемирной литературы». Фильм по его рассказу номинировался от СССР на премию «Оскар».

## Биография

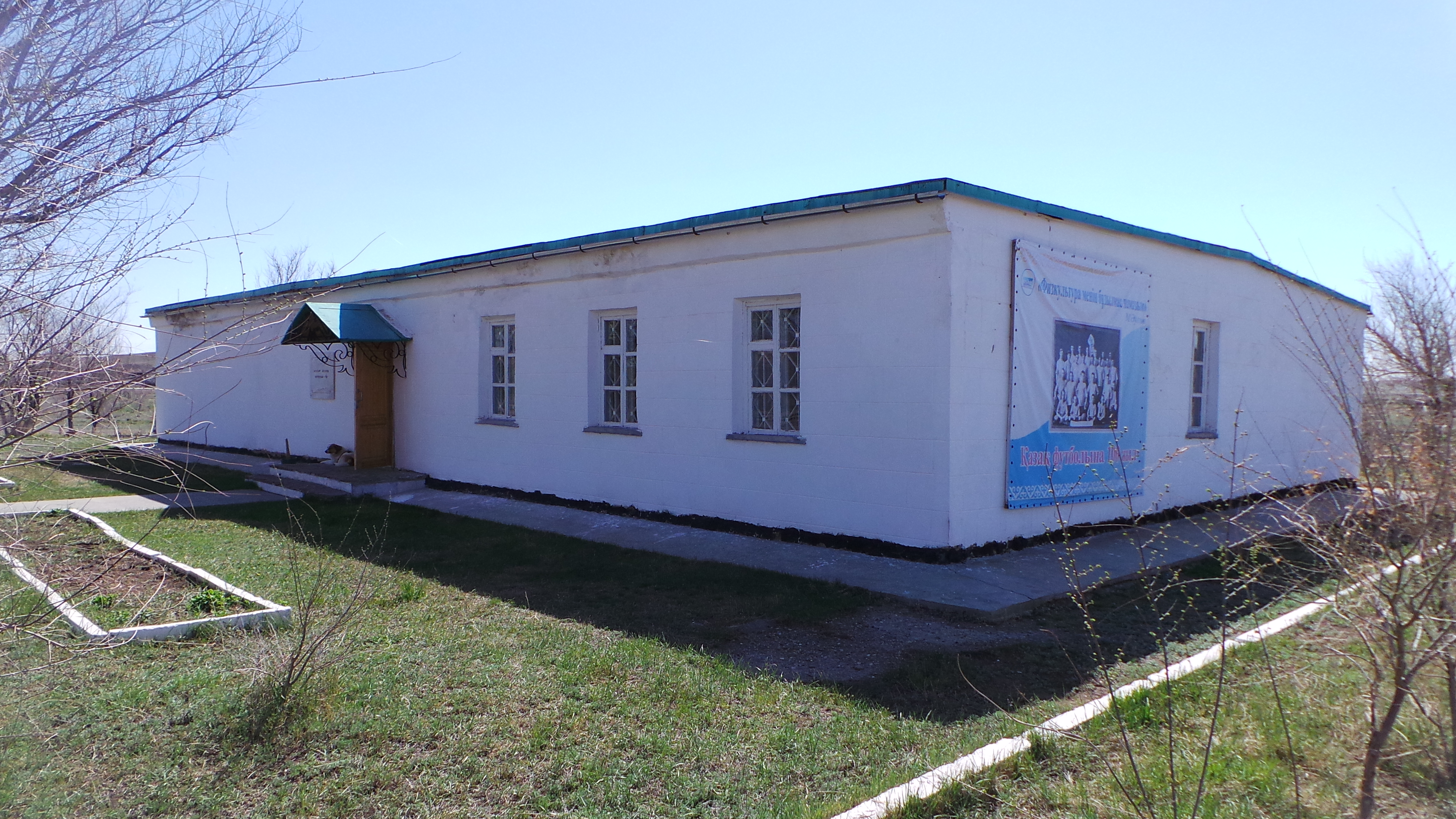
Дом, в котором родился Ауэзов

Родился 16 (28) сентября 1897 года в урочище Шынгыстау Семипалатинской области Российской империи (ныне — Абайская область Республики Казахстан).
Рано лишился родителей: отец Омархан умер в 1900 году, мать Нуржамал — в 1912. Маленький Мухтар воспитывается у дяди Касымбека, который в 1907 году после года учёбы в медресе устроил мальчика в 5-классное городское русское училище в Семипалатинске на земскую стипендию Чингизской волости. В 1912—1913 году учебном году Мухтар с отличием закончил первый класс учительской семинарии, а завершил обучение в Семипалатинской учительской семинарии в 1919 году.
В 1917 году в юрте жены Абая Айгерим в виде подарка по случаю выдачи замуж и проводов Акыш, внучки Абая, была поставлена первая написанная Мухтаром Ауэзовым пьеса «Енлик-Кебек». Первыми самодеятельными артистами-любителями были внуки Абая и близкие родственники автора пьесы.
Летом 1917 года по старинному обычаю и по воле близких родственников Мухтар женился на 15-летней красавице Райхан. В 1918 году у них родилась дочь Мугамиля (1918—2009), а через год — сын Чокан, рано ушедший из жизни. В 1920 году их брак распался, при разводе Мухтар забрал себе дочь, о которой заботился всю жизнь.
В межреволюционный период Мухтар Ауэзов стал активным членом казахской молодёжной организации «Жанар», в числе прочего занимающейся помощью голодающему населению южного Казахстана. В 1918 году он вместе с Жусупбеком Аймауытовым издавал в Семипалатинске журнал «Абай», который после выхода двенадцатого номера был закрыт по идеологическим мотивам. С 1 декабря 1919 года в Семипалатинске окончательно установилась Советская власть. В 1919 году Мухтар Ауэзов вступил в партию большевиков и продвинулся впоследствии по партийной линии до должности председателя Семипалатинского губисполкома и секретаря КазЦИКа в Оренбурге (тогда — столице Киргизской Автономной ССР), одновременно пробуя силы в драматургии и журналистике.
Осенью 1922 года за «нарушение партдисциплины» и «проявления национализма» Ауэзов был исключён из партии большевиков, в которой состоял три с половиной года. Он оставил свой пост в Оренбурге и поступил вольнослушателем в Среднеазиатский Туркестанский университет в Ташкенте, сотрудничая в журнале «Шолпан».
Весной 1923 года Мухтар Ауэзов по предложению крупного этнографа, историка и фольклориста Абубакира Диваева, выпускника Оренбургского кадетского корпуса, принимал участие в научной комиссии в Чингизскую волость Каркаралинского уезда «для сбора и приемки сохранившихся рукописей переводов работ Дрейпера, Льюиса, Спенсера» и оригинальных трудов Абая — философских заметок и стихов. Спутниками Ауэзова были бывшие известные алашординцы Халел Досмухамедов и Магжан Жумабаев, впоследствии это сотрудничество послужило поводом для обвинения Ауэзова в причастности к «Алаш-Орде».

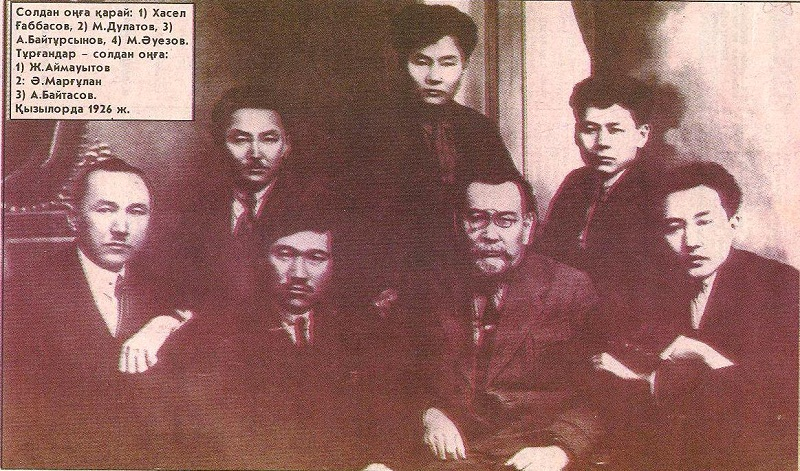
Слева направо: Халел Габбасулы, Жусупбек Аймауытулы, Алькей Маргулан, Абдолла Байтасулы (во втором ряду), Миржакып Дулатулы, Ахмет Байтурсынулы и Мухтар Ауэзов (первый ряд). 1926 год, Кызылорда

В октябре 1923 году поступил на филологическое отделение Ленинградского государственного университета. Там произошло знакомство Мухтара Ауэзова и Валентины Николаевны Кузьминой, которая стала его третьей супругой. Но после первого курса он вернулся в Казахстан. Осенью 1925 года снова поехал в Ленинград и окончил учёбу в 1928 году. По окончании Ленинградского университета в августе 1928 года молодая семья переехала в Ташкент, здесь он поступил в аспирантуру Среднеазиатского университета, одновременно преподавая. В 1929 году родилась их дочь Лейла, впоследствии доктор исторических наук, директор Дома-Музея Мухтара Ауэзова.
В 1930 году Ауэзов был арестован по обвинению в связи с организацией молодых казахских писателей «Алка» и он провёл 2,5 года в заключении. Жена с дочерью вернулись в Ленинград.
Выйдя на свободу, Ауэзов преподавал в вузах Алма-Аты, в том числе в Казахском государственном университете и Казахском педагогическом институте, продолжая писать пьесы. Его друг и поэт Ильяс Джансугуров советовал Ауэзову бросить политику и заняться исследованием творчества знаменитого родственника. И в 1933 году Ауэзов выпустил первое полное собрание стихов Абая «Абай Кунанбай-улы толык жинак» (латиницей) в Кзыл-Орде, готовил первое научное собрание произведений Абая, параллельно в Казахском музыкальном театре шли его пьесы. Семья воссоединилась, и в 1943 году родился сын Эрнар, будущий биолог. К первому пленуму Союза писателей Казахстана, состоявшемуся в мае 1937 года, Ауэзов являл собой самую яркую фигуру на литературном небосклоне Казахстана. Но и самую преследуемую: по старой памяти его труды запрещались местными органами НКВД, изымались из библиотек, сам он был уволен с работы.
Он уехал в Москву и много сотрудничал с писателем Л. С. Соболевым. Они написали трагедию «Абай», научное исследование «Эпос и фольклор казахского народа», выпустили сборник «Песни казахского народа».
С началом войны Ауэзов вернулся в Казахстан, работал в Институте языка, литературы и истории КазФАН СССР, а чуть позже работал в Казахском научно-исследовательском институте культуры. В 1942 году выпустил первую книгу романа «Абай». Тогда же жил гражданским браком с Фатимой Габитовой, вдовой его расстрелянного НКВД в 1937 году друга Ильяса Джансугурова. В 1943 году у них родился сын Мурат, впоследствии учёный-культуролог, учредитель Фонда Мухтара Ауэзова.
В 1945 году, в год столетия Абая, Ауэзов написал либретто оперы «Абай», сценарий художественного кинофильма «Песни Абая», новый вариант биографии Абая и несколько статей о нём. В Москве вышла первая книга «Абай», его наградили орденом Трудового Красного Знамени. На следующий год он стал доктором филологических наук, профессором, академиком АН Казахской ССР. В 1947 году была опубликована вторая книга «Абай» на казахском языке, в 1948 году — обе книги на русском языке.
В 1947 году вышло Постановление ЦК Компартии Казахстана «О грубых политических ошибках в работе Института языка и литературы АН КазССР», писателя стали постоянно преследовать, не давая возможности спокойно работать. Однако это не помешало Мухтару Ауэзову в 1948 году стать лауреатом Сталинской премии: премия первой степени (100 тысяч рублей) была присуждена автору за роман «Абай», который впоследствии станет первой частью эпопеи «Путь Абая». В 1952 году вышли в свет первая книга «Путь Абая» на казахском языке и в том же году на страницах «Правды» вновь было выдвинуто обвинение в недостатке гражданской бдительности у Ауэзова. Статью «Правды» от 30 января 1953 года на следующий день перепечатала «Казахстанская правда». Профессор, академик М. О. Ауэзов был уволен за «буржуазно-националистические ошибки» из университета, выведен из коллектива авторов многотомной «Истории Казахской ССР». Он вновь вынужден, во избежание ареста, скрытно уехать в Москву и два года читает лекции по казахской литературе на кафедре литератур народов СССР МГУ.
В 1954 году в Москве он завершил третью книгу тетралогии «Путь Абая». Вошёл в состав редколлегий журналов «Иностранная литература» и «Дружба народов», выступил с докладом о творчестве Абая на торжественном собрании в Колонном зале Дома Союзов 23 сентября 1954 года и триумфально вернулся в Алма-Ату, где был восстановлен во всех должностях.
6 марта 1955 года избирался депутатом Верховного Совета КазССР IV созыва и начал совершать зарубежные поездки (Индия (1955, 1961), ГДР (1956), Чехословакия (1956), Япония, США) в составе литературных делегаций (с Алексеем Сурковом в 1955 году, Константином Федином, Назым Хикметом в 1956 году, Николаем Тихоновом, Борисом Полевым в 1961 году) одновременно работая над «Антологией казахской поэзии» (соавторство с Ильей Сельвинским и Такеном Алимкуловым) и с переводчиками дилогии «Путь Абая» Николаем Ановым, Леонидом Соболевым, Анной Никольской, Темиргали Нуртазином, Зеином Шашкином.
В 1956 году закончил последнюю, четвёртую книгу «Пути Абая».
В Дни казахской декады в Москве (1958 год) в центре внимания общественности были двухтомный роман-эпопея М. Ауэзова «Путь Абая», изданный на русском языке, солидная «Антология казахской поэзии» и мемуары Бауржана Момыш-улы «За нами Москва».
В 1959 году за дилогию «Путь Абая» М. Ауэзову присуждена Ленинская премия, он был избран депутатом Верховного Совета Казахской ССР V созыва.
С группой советских писателей (Щипачев, Леонов, Гончар) в 1960 году посетил США (Вашингтон, Нью-Йорк, Лос Анджелес и Фресно штат Калифорния, Феникс штат Аризона, Бостон). По возвращении работал над циклами очерков «Американские впечатления» и над новым романом «Племя младое».

Надгробный памятник над могилой Мухтара Ауэзова на Центральном кладбище Алма-Аты (1964)

Летом 1961 года уехал в Москву на лечение. 27 июня 1961 года умер во время операции. Похоронен в Алма-Ате на Центральном кладбище.

## Драматургия

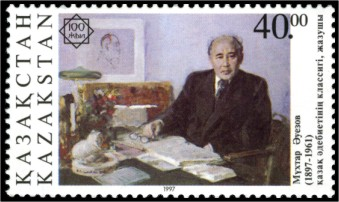
Почтовая марка Казахстана, посвящённая Ауэзову

В литературе Казахстана Мухтар Ауэзов как драматург занимает почётное место. Первым и самым ранним произведением Ауэзова была пьеса «Енлик-Кебек», основанная на народном предании о трагической судьбе двух молодых людей. Сюжет аналогичен истории о вражде семей Монтекки и Капулетти в пьесе Шекспира «Ромео и Джульетта». Пьеса «Енлик-Кебек» впервые была поставлена в юрте жены Абая Айгерим и с тех пор не сходит с казахской сцены. Его драма «Кара-Коз», с изумительной чуткостью и исторической правдивостью восстановившая национальные и бытовые особенности народных певцов Казахстана, получила первую премию на конкурсе драматургов в 1926 году в Кызыл-Орде. Особое место занимает также его драма «Байбише-токал» (Жены-соперницы). Мухтар Ауэзов написал рассказы: «Судьба беззащитных» (1921), «Кто виноват?» (1923), «Женитьба» (1923), «Образованный гражданин» (1923), «Красавица в трауре» (1925), повесть «Выстрел на перевале» (1927, экранизирован в 1968 г.) и другие. Ему принадлежит свыше 20 пьес, в том числе: «Айман-Шолпан» (1934), «Абай» (постановка 1940, совместно с Л. С. Соболевым), «Каракоз» (1926), «Кара кипчак Кобланды» (1943—1944), «Зарница» (1934), «На границе» (1937), «В час испытаний» (1942), сценарий кинофильма «Песни Абая» (1945) и другие.

## Роман-эпопея «Путь Абая»

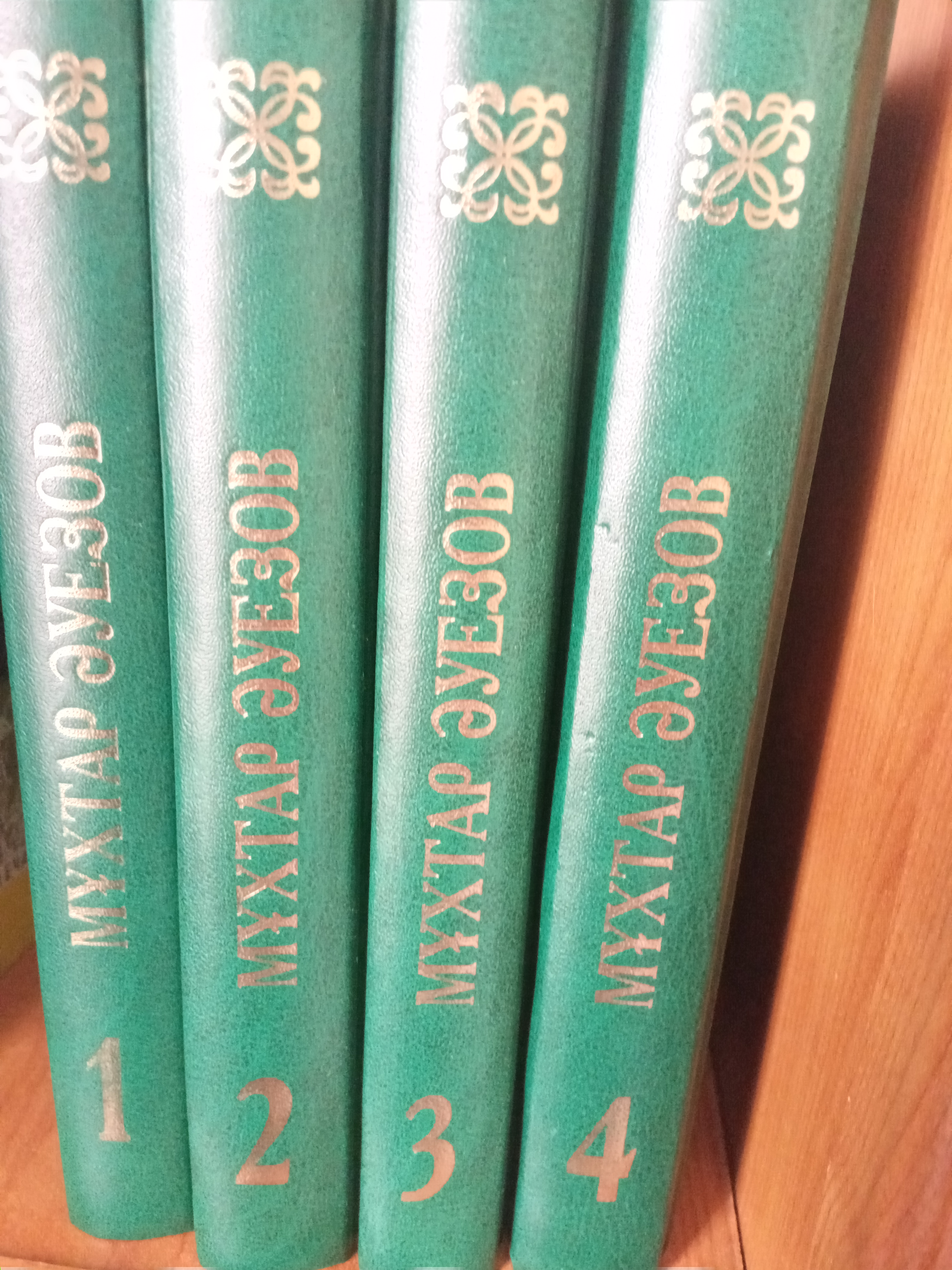
На казахском в четырёх книгах. Алматы, Жазушы, 2013

Выдающимся произведением советской литературы является роман-эпопея Ауэзова «Путь Абая» о жизни великого поэта-просветителя Абая Кунанбаева. В романе показана сложная картина жизни казахского общества второй половины XIX века, когда рушился многовековой кочевой образ жизни казахов.
При жизни автора роман был переведён на русский язык целой бригадой переводчиков во главе с Л. C. Соболевым.
На самом деле, перевод был сделан не Л. Соболевым, а репрессированным переводчиком Анной Никольской: её перевод первого тома романа М. Ауэзова «Абай» (1945; при участии Т. Муртазина), осуществлён под наблюдением автора; именно с этого, выполненного на полу в землянке, русского перевода Никольской, выдержавшего около двух десятков изданий, роман был в дальнейшем переведён более чем на 20 языков, войдя в сокровищницу мировой литературы. Перевод Никольской был издан без упоминания её имени на титульном листе. Подготовленный Никольской в конце 1940-х гг. перевод второго тома был издан Гослитиздатом без упоминания её имени — «перевод с казахского под общей редакций Леонида Соболева». После жалобы Никольской К. М. Симонову в 1949 году была создана комиссия под руководством Евгенова, которая предпочла проигнорировать представленные бесправной ссыльной доказательства воровства, совершенного лицом, с середины 1930-х отвечавшим в секретариате СП СССР за руководство казахской литературой. Авторство Никольская было юридически подтверждено лишь в 1960-е, однако присвоенных Л. С. Соболевым гонораров она не получила (подробнее см.: Жовтис А. Л. 1995. С.48 — 49).
К 110-летию со дня рождения Ауэзова тетралогия переиздана в новом переводе Анатолия Кима.

## Эпос «Манас»
Перу М. О. Ауэзова принадлежит первая после трудов Чокана Валиханова монография о киргизском эпосе «Манас», создание свободного варианта его текстов. Обоим казахским исследователям в Бишкеке были установлены памятники.
- Киргизский героический эпос «Манас». Алма-Ата, 1959.

Данное сочинение М. Ауэзова входит в 5-й том пятитомного собрания сочинений писателя, изданное в 1975 году.

## Сочинения

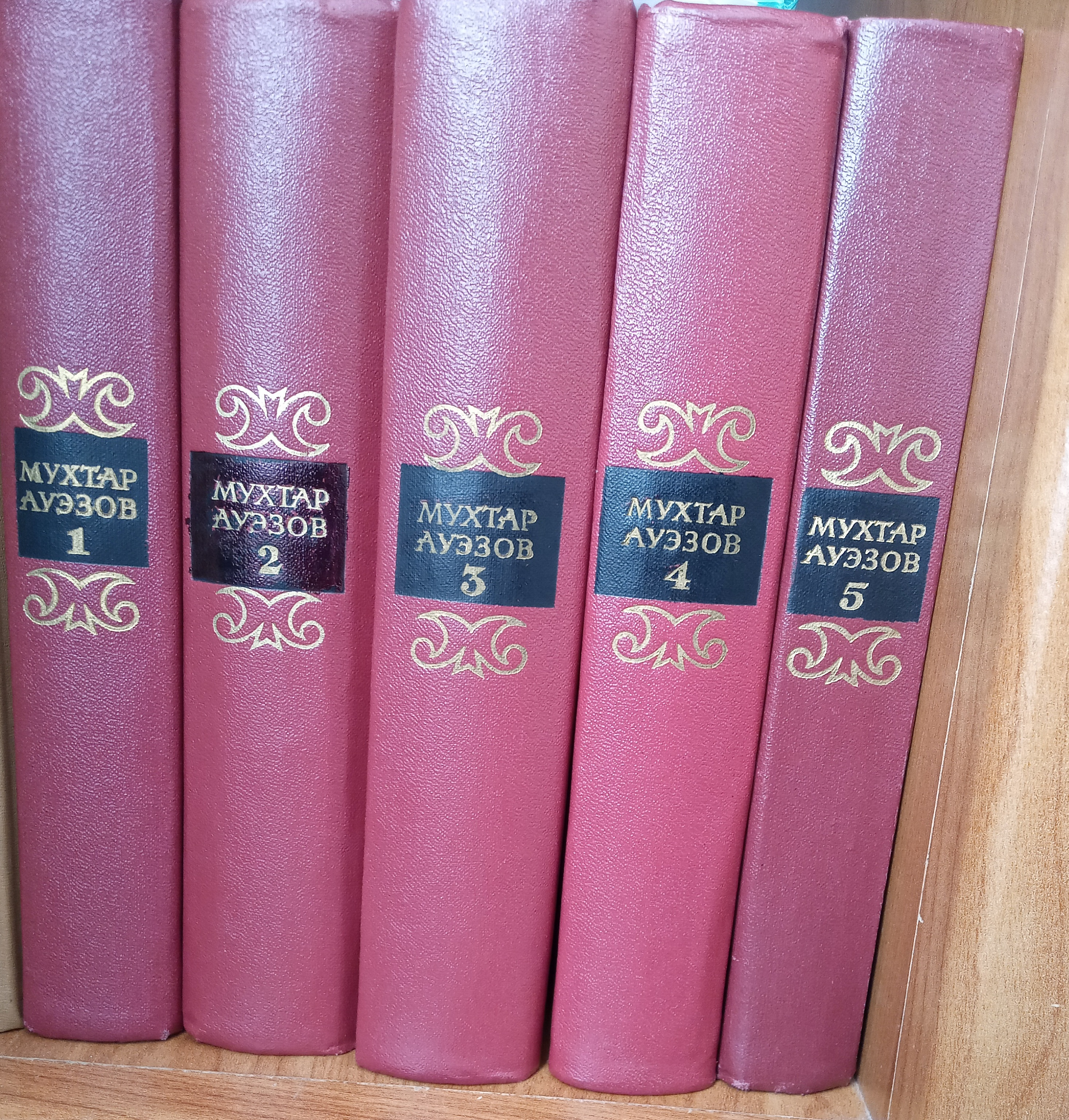
Собрание сочинений на русском языке. Москва, издательство «Художественная литература», 1973—1975

- В 1955—1957 годах в Алма-Ате вышли избранные сочинения Ауэзова в 6 томах на казахском языке (издательство Казахское государственное издательство художественной литературы, нынешний «Жазушы»).
- В 1967—1969 годах в Алма-Ате в издательстве «Жазушы» вышло 12-томное собрание сочинений Ауэзова на казахском языке.
- В 1973—1975 годах на русском языке в издательстве «Художественная литература» в Москве вышло 5-томное собрание сочинений.
- В 1979—1985 годах вышло собрание сочинений в 20 томах на казахском языке в издательстве «Жазушы».
- В настоящее время (издание 50 томного собрания сочинений закончилась в 2011, 2014 году, вышли с разными обложками, но в одном издательстве) вышло издание Полного собрания сочинений Ауэзова в 50 томах в издательстве «Жібек жолы» в Алма-Ате.

## Награды и звания
- орден Трудового Красного Знамени (10 июня 1945[19]; 15 января 1957[20]; второй орден данной награды лично вручил К. Е. Ворошилов во время официального приезда в Алма-Ату[21])
- орден «Знак почета» [22] (1951)
- орден Ленина (28.09.1957)
- профессор[23] (6.07.1946)
- доктор филологических наук[24] (6.07.1946)

## Премии
- Сталинская премия первой степени за роман «Абай» (10 апреля 1949)[25].
- Ленинская премия (22 апреля 1959) за роман-дилогию «Путь Абая».

## Семья

Надгробный памятник над могилой третьей жены Мухтара Ауэзова Валентины в Центральном кладбище Алматы

- Первая жена (1917—1920) — Райхан Какенкызы (1902—1976), вышла замуж в 15 лет[26].
  - Дочь — Мугамиля (1918—2009)
  - Сын — Чокан (1919—?), умер в детстве[27].
- Вторая жена — Камила Магауиякызы (1900—1932), внучка Абая[28]
  - Две дочери, умерли в детстве[27]
- Третья жена — Валентина Николаевна Кузьмина (1904—1977)[27], филолог. Познакомились во время учёбы в Ленинграде в 1923 году и оба поступили в факультет общественных наук (отдел литературы, лингвистики, славяно-русская секция). Окончила учёбу в 1926 году. Поженились через нескольких месяцев. В 1928 году переехали в Ташкент. Когда арестовали его мужа, она с малолетней Лейлой вернулись в Ленинград. После освобождения мужа, переехала с дочерью Лейлой в Алма-Ату. Одна из активных хранительниц наследия своего мужа. По воспоминаниям Алькея Маргулана, она провела ас своего мужа 30 июня 1962 года (до создания дома-музея писателя на улице Тулебаева). Похоронена в Алма-Ате на Центральном кладбище вместе с мужем.
  - Сын — Елдес (умер в младенчестве в Ташкенте)
  - Дочь — Лейла Мухтаровна Ауэзова (1929—1993) — казахский учёный, доктор исторических наук. Похоронена в Алма-Ате на Кенсайском кладбище вместе с мужем Аскаром Кунаевым.
  - Сын — Эрнар Мухтарович Ауэзов (1943—1995), орнитолог, открывший в Казахстане гнездование реликтовой чайки, доказавший её видовой статус.
- Четвёртая жена (гражданская) — Фатимa Зейнуллиновна Габитовa, замужем за Билялом Сулеевым, в связи с его арестом в 1931 году развелась и вышла замуж за Ильяса Джансугурова, после ареста и расстрела Джансугурова, гражданская жена Ауэзова, друга погибшего второго мужа.
  - Сын — Мурат Мухтарович Ауэзов (1943—2024), казахстанский общественный деятель, культуролог.

## Память об Ауэзове
- В 1961 году именем писателя названа одна из главных улиц Алма-Аты, ведущая к ВДНХ, а позднее один из районов Алма-Аты (Ауэзовский район). В западной части города, в микрорайоне «Калкаман» была вторая улица Ауэзова — ныне улица Ашимова.
- В 1963 году в двухэтажном доме писателя на улице М. Тулебаева в Алма-Ате был открыт Дом-музей М. О. Ауэзова, многие годы его директором была дочь Ауэзова Лейла Мухтаровна. Сегодняшний директор дома-музея М. О. Ауэзова — сын Лейлы Ауэзовой Диар Кунаев (племянник Д. А. Кунаева).
- В Алма-Ате на пересечении проспекта Назарбаева и улицы Кабанбай батыра с северо-западной стороны на доме, где он проживал, установлена мемориальная доска с изваянием его лица.
- На Центральном кладбище Алма-Аты на могиле Ауэзова в 1964 году установлен памятник-бюст по модели Е. В. Вучетича.

На мраморе высечено: «Вечно жив тот, кто миру оставил бессмертное слово».
- В 1965 году участники высокогорной экспедиции присвоили имя Ауэзова одному из пиков Тянь-Шаня высотой 5957 м.
- В 1967 году в сквере у Театра оперы и балета им. Абая в Алма-Ате открыт памятник М. О. Ауэзову. Скульптор Т. С. Досмагамбетов, архитектор М. Мендикулов. Отлит из чугуна, постамент — серый гранит прямоугольной формы. Стилобат ступенчатый. Портретная скульптура писателя выполнена в виде бюста[29].
- В 1970 году потомки М. Ауэзова передали его дачу в г. Чолпон-Ата (Кыргызская Республика) Фонд М. Ауэзова, г. Чолпон-Ата для создания в ней дома-музея. Этот дом и на сегодняшний день является культурным центром для людей, интересующихся историей и наследием кыргызского и казахского народов.
- Имя Ауэзова присвоено Институту литературы и искусства, в котором он много лет проработал, и Казахскому государственному академическому театру драмы в Алма-Ате. Каждый свой сезон он традиционно открывает пьесой Ауэзова «Айман-Шолпан».
- В 1980 году перед новым зданием Каздрамтеатра на проспекте Абая установлен третий монументальный памятник Ауэзову в Алма-Ате. Автором памятника является скульптор, заслуженный деятель искусств Республики Казахстан, Сергебаев Ескен Аманжолович, архитекторы — Жаксылыков Марат Файзулаевич и Коханович Сергей Владимирович. Отлит из бронзы, постамент из тёмно-серого гранита. Пластически памятник решён традиционно. Писатель в задумчивой позе сидит в кресле, с книгой в правой руке. Памятник хорошо передаёт сложный и многогранный внутренний мир Ауэзова, гармонично вписывается в окружающее пространство[29].
- Его именем назван посёлок в Восточно-Казахстанской области, установлены памятники и названы улицы во многих городах Казахстана, а также в Бишкеке и Минске.
- Средняя школа № 143 г. Минска имени М. О. Ауэзова. Улица, на которой она расположена, также названа в честь писателя[30].
- Средняя общеобразовательная школа № 42 имени М. Ауэзова города Павлодара, школьный музей носит его имя.
- Южно-Казахстанский Государственный Университет (ЮКГУ) имени М. О. Ауэзова в г. Шымкент.
- Опорная школа (ресурсный центр) в селе Казах Т. Рыскуловского района Жамбылской области.
- Средняя школа #33 г. Тараз.
- Гимназия в городе Жанатас Жамбылской области.
- В 2001 году президент Казахстана Нурсултан Назарбаев во время официального визита в Кыргызстан открыл памятник Мухтару Ауэзову в центре Бишкека[31]
- Президент Касым-Жомарт Токаев открыл бюст Мухтара Ауэзова в Чолпон-Ате (Кыргызстан)[32].
- Президент Касым-Жомарт Токаев открыл памятник «Ұстаз бен шәкірт» («Учитель и ученик»), посвящённый Мухтару Ауэзову и Каюму Мухамедханову в Семее[33].
- К 125-летию Мухтара Ауэзова в Караганде открыли бюст учёного и писателя. Он установлен на площади возле Центральной городской библиотеки[34].

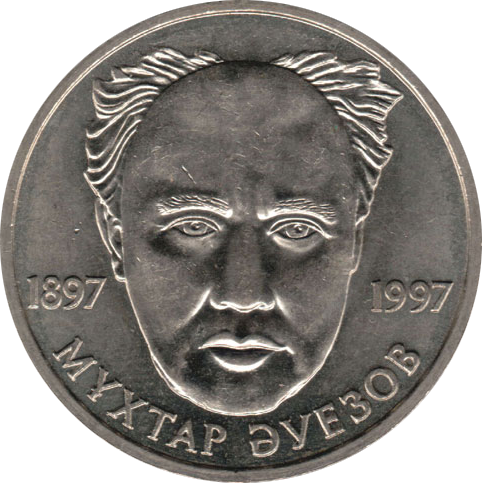
Памятная монета Казахстана номиналом 20 тенге, посвящённая 100-летию со дня рождения Мухтара Ауэзова
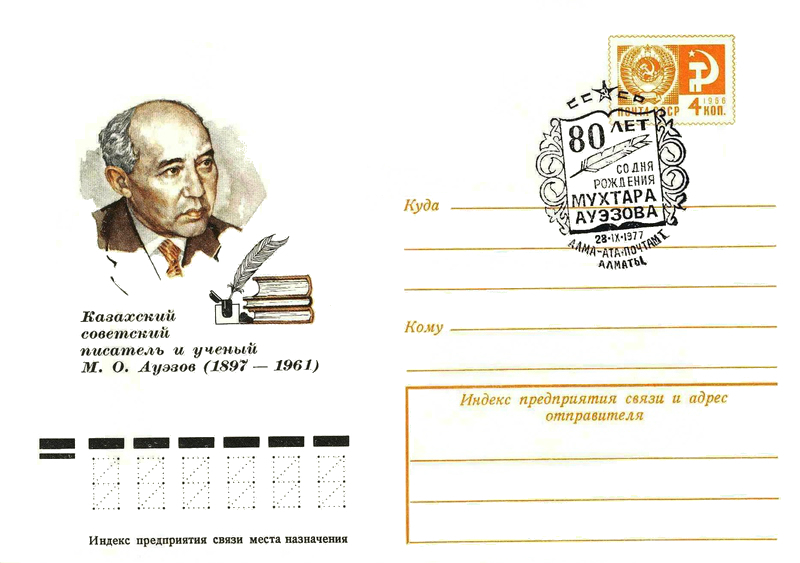
Конверт СССР 1977 года с изображением Мухтара Ауэзова к его 80-летию со дня рождения
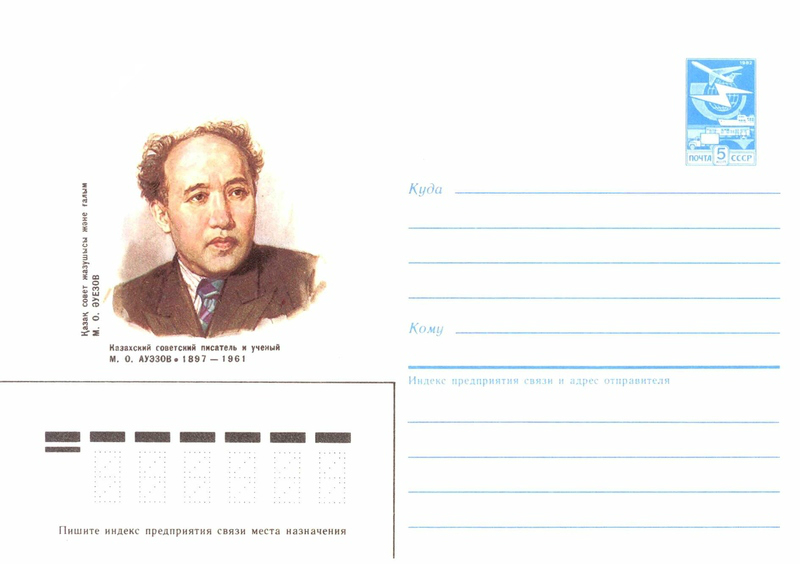
Конверт СССР 1987 года с изображением Мухтара Ауэзова к его 90-летию со дня рождения
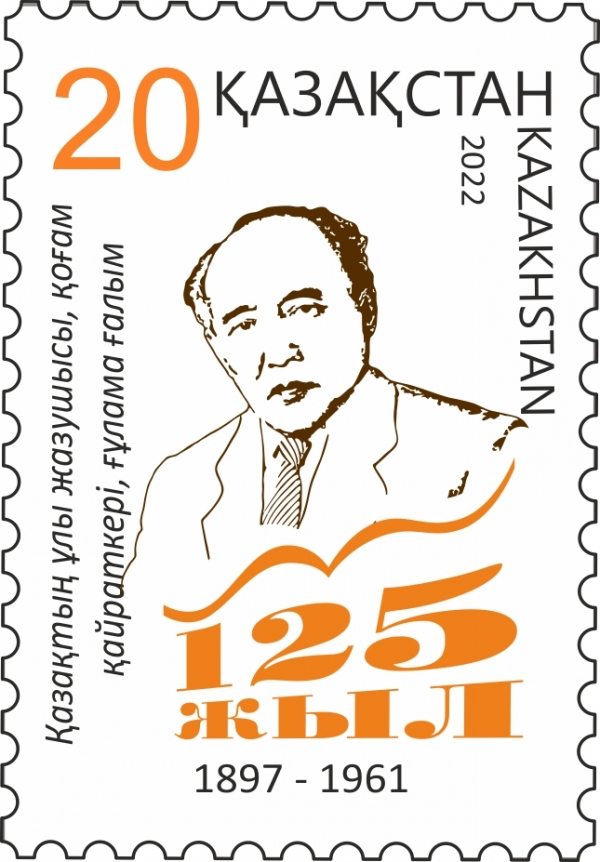
Почтовая марка Казпочты 2022 года к 125-летнему юбилею Мухтара Ауэзова с его изображением
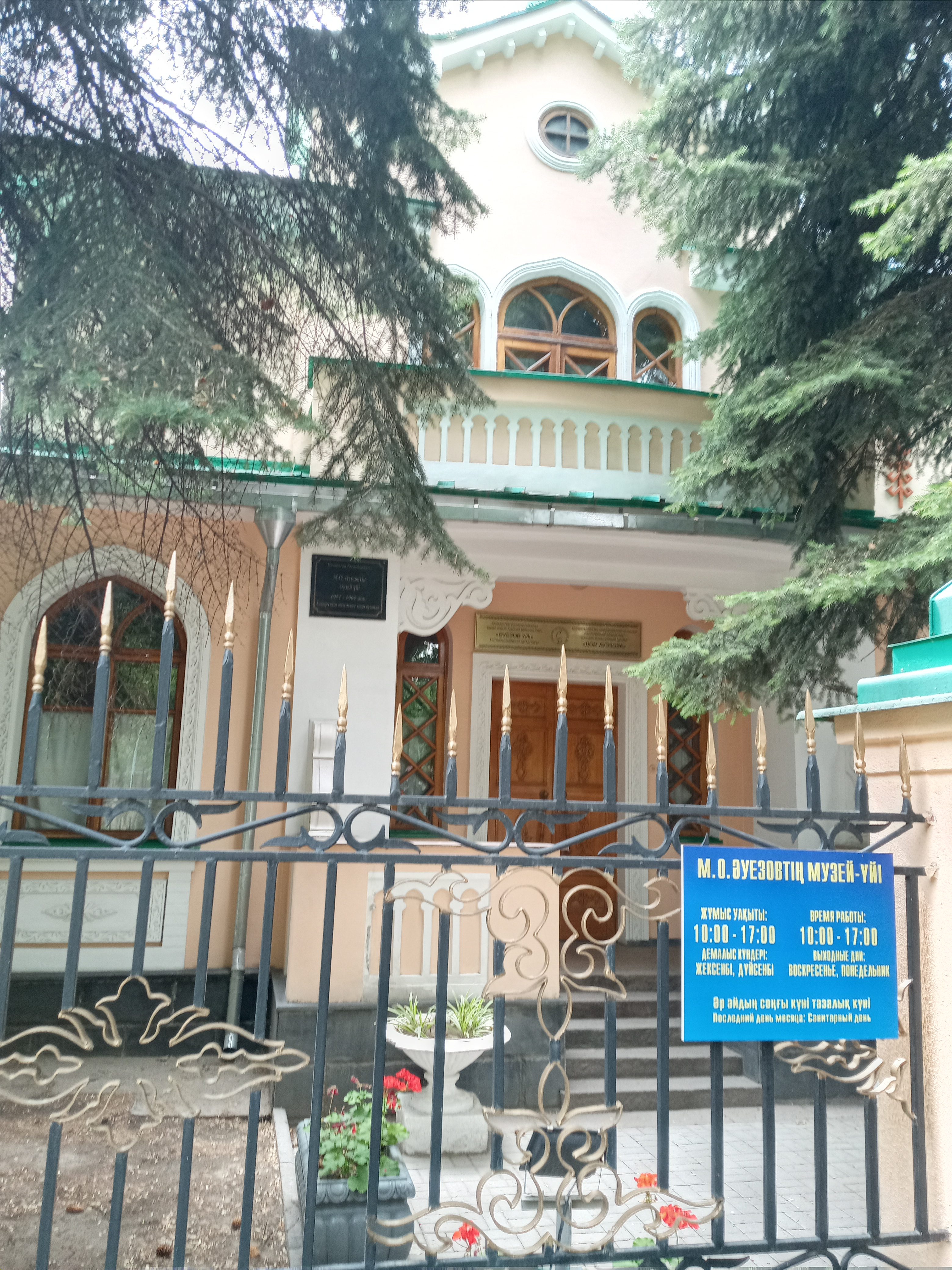
Дом-музей Мухтара Ауэзова в Алматы
Памятник-бюст Мухтару Ауэзову у его дома-музея
Памятник Мухтару Ауэзову в Дубовом парке Бишкека
Памятник Мухтару Ауэзову, напротив Каздрамтеатра его имени. Алма-Ата
Стенд с его цитатой и фото